# Bernieria
Bernieria is een monotypisch geslacht van zangvogels uit de familie Bernieridae.

## Soorten
Het geslacht kent de volgende soort:
- Bernieria madagascariensis – Bernieria